# Routes (visual novel)
Routes (ルーツ, Ruutsu) est un visual novel / roman vidéoludique pour adultes produit à l'origine par Leaf pour Windows. Il est le quatrième volume de la série Leaf Visual Novel Series et est sorti en 2003, six ans après le troisième volume, To Heart. La version CD-ROM est sortie le 28 février 2003, tandis que la version DVD, qui contient des CGs supplémentaires, est sortie le 28 novembre 2003.

## Trame
L'histoire se déroule au Japon du 21e siècle (environ fin avril 2010). Le personnage principal Nasu Souichi est un lycéen parfaitement ordinaire, qui essaie d'en faire le moins possible tous les jours, et dort dans la plupart du temps en cours, il finit souvent réveillé par son amie Yuasa Satsuki. Ils croient vivre à une époque paisible, où aucune grande guerre ne se produit.
Cependant, ces jours paisibles sont balayés lorsqu'un certain nombre de grands navires disparaissent en mer, presque instantanément et sans aucune explication quant à la raison. Une étrange femme nommée Lisa Vixen apparaît soudainement et attaque Souichi... mais Souichi a aussi sa part de secrets.

## Personnages
Nasu Souichi (那須 宗一)
Le protagoniste de l'histoire. Il ne ressemble à rien de plus qu'à un lycéen normal, mais il est en fait le meilleur agent du monde. Il garde le fait qu'il est un agent secret pour tous ceux qui l'entourent. L'intrigue de l'histoire commence quand il enquête sur l'événement de disparition du grand navire.
Yuasa Satsuki est présentée en tant que personnage partenaire dans Aquapazza: Aquaplus Dream Match, un jeu de combat développé par Aquaplus avec des personnages de divers jeux Leaf.
Voix japonaise : Majima Junji (間島 淳司)
Yuasa Satsuki (湯浅 皐月)
Anniversaire : 5 mai
La camarade de classe de Souichi. Elle est très déterminée. Afin de trouver quelque chose qu'elle cherchait, elle a déménagé en ville et vit seule, tandis que ses parents vivent dans un sanctuaire shintoïste. Elle aime cuisiner. Elle et Souichi se disputent constamment sur des choses insignifiantes.
Voix japonaise : Kugimiya Rie (釘宮理恵)
Fushimi Yukari (伏見 ゆかり)
Anniversaire: 25 avril.
Bonne amie de Souichi et Satsuki, c'est une fille douce et travailleuse. Elle pense que les combats entre Souichi et Satsuki ne sont qu'un signe de leur bonne entente.
Voix japonaise : Omimura Mayuko (おみむらまゆこ)
Lisa Vixen (リサ＝ヴィクセン)
Anniversaire: 13 novembre.
La femme mystérieuse qui a attaqué Souichi. Elle a les cheveux blonds et les yeux bleus, une femme vraiment magnifique.
Voix japonaise : Itou Shizuka (いとう しずか)
Kajiwara Yūna (梶原夕菜)
Anniversaire: 18 septembre.
Voix japonaise : Rina Satou (佐藤利奈)
Tatsuta Nanami (立田七海)
Anniversaire: 6 juillet.
Voix japonaise : Ai Matayoshi (又吉愛)
Yuasa Fumitsuki (湯浅文月)
Anniversaire: 7 juillet.
Voix japonaise : Yuki Matsuoka (松岡由貴)
Eddie (エディー)
Voix japonaise : Kōki Harasawa (原沢勝広)
Nagase Genjirō (長瀬源次郎)
Voix japonaise : Shinya Fukumatsu (ふくまつ進紗)
Takamura (篁)
Voix japonaise : Masato Funaki (船木真人)
Daigo Gorō (醍醐五郎)
Voix japonaise : Kenji Takaashi (高橋研二)
Fukuhara Shōzō (福原庄蔵)
Voix japonaise : Masayuki Kato (加藤将之)
Wada Tōru (和田透)
Voix japonaise : Hiroshi Shirokuma (白熊寛嗣)
Milt (ミルト)
Voix japonaise : Sayori Ishiduka (石塚さより)
Miyata Kentarō (宮田健太郎)
Il est apparu dans le jeu Magical Antique de Leaf. Dans ce jeu, il apparaît comme magasinier de Samidaredō (五月雨堂の店主).
Voix japonaise : Inconnu
Ogata Rina (緒方理奈)
Elle est apparue dans White Album.
Voix japonaise : Inconnu
Nasu no Daihachirō (那須大八郎)
Frère cadet du samouraï Nasu Yoichi (那須与一). Il se rend à Kyūshū pour soumettre le clan Heike.
Voix japonaise : Tsuguo Mogami (最上嗣生)
Sakuya (さくや)
Le chef du village de NIRUYA.
Voix japonaise : Ai Shimizu (清水愛)
Akushitibyō Kagekiyo (悪七兵衛景清)
L'homme très fort qui également est surnommé « Shiouri-san » (M. acheteur de sel) par Sakuya. Il était avant à la tête du clan Heike.
Voix japonaise : Takuo Kawamura (川村拓央)
Nasu no Kojirō (那須小二郎)
Voix japonaise : Madoka Yonezawa (米沢円)
Minamoto no Yoritomo (源頼朝)
Voix japonaise : Makoto Funaki (舟木真人)

## Accueil et postérité
Une nouvelle version du jeu est publié par Aquaplus le 25 janvier 2007 pour la PlayStation 2 et la PlayStation Portable. La version pour PlayStation 2 était intitulé RoutesPE (Routes PE au Japon) tandis que le port PlayStation Portable de la nouvelle version était nommé Routes PORTABLE au Japon. La nouvelle version est doublée et n'a pas de restriction d'âge, contrairement à la version originale.
Le jeu a été plusieurs fois mentionné dans des périodiques japonais, notamment les périodiques Famitsu, Dengeki G's Magazine ou encore BugBug.
|                           | Note                     | Plateforme                    | Ref.  |
| ------------------------- | ------------------------ | ----------------------------- | ----- |
| The Visual Novel Database | 7.70 (bien) note moyenne | Toutes plateformes confondues | [ 3 ] |

## Spécificités techniques
Il est possible de transférer une sauvegarde du jeu PS2 sur le jeu PSP et vice-versa via un câble USB.